# France aux Jeux olympiques d'été de 1960
L'équipe de France olympique participe aux Jeux olympiques d'été de 1960 à Rome. Elle y remporte cinq médailles : deux en argent, trois en bronze, mais aucun titre olympique — une première depuis les Jeux de Saint-Louis en 1904 —, se situant à la 25e place des nations au tableau des médailles. L'escrimeur Christian d'Oriola est le porte-drapeau d'une délégation française comptant 237 sportifs (209 hommes et 28 femmes).
Pour la première fois, une personne du gouvernement est déléguée à la préparation olympique de l'équipe de France, il s'agit du colonel Marceau Crespin.

## Bilan général
Lors de ces Jeux, la délégation française ne remporte que cinq médailles et aucun titre olympique, son plus bas niveau historique pour les Jeux d'été, ce qui émeut l'opinion publique et certaines personnalités politiques, le député Hervé Laudrin parlant d'« humiliation de la jeunesse française »,. Dès lors, le général de Gaulle décide de « donner au sport français les moyens de ses ambitions. En octobre 1965, il inaugure la Halle Maigrot située au centre de ce qui deviendra l'INSEP. À l'époque, c'est la plus grande salle couverte d'Europe. »
| Place | Sport      | Médaille d'or, Jeux olympiques | Médaille d'argent, Jeux olympiques | Médaille de bronze, Jeux olympiques | Total |
| 1     | Athlétisme | 0                              | 1                                  | 1                                   | 2     |
| 2     | Aviron     | 0                              | 1                                  | 0                                   | 1     |
| 3     | Equitation | 0                              | 0                                  | 1                                   | 1     |
| 3     | Lutte      | 0                              | 0                                  | 1                                   | 1     |
| Total | Total      | 0                              | 2                                  | 3                                   | 5     |

## Liste des médaillés français

### Médailles d'argent
| Sport                  | Discipline              | Sportifs                                                            | Performance  |
| Médailles d'argent : 2 |                         |                                                                     |              |
| Athlétisme             | 1 500 m (H)             | Michel Jazy                                                         | 3 min 38 s 4 |
| Aviron                 | Quatre avec barreur (H) | Robert Dumontois Claude Martin Jacques Morel Guy Nosbaum Jean Klein |              |

### Médailles de bronze
| Sport                   | Discipline                   | Sportifs                              | Performance |
| Médailles de bronze : 3 |                              |                                       |             |
| Athlétisme              | 200 m (H)                    | Abdoulaye Seye                        | 20 s 7      |
| Équitation              | Concours complet par équipes | Guy Lefrant Jack Le Goff Jehan Le Roy |             |
| Lutte                   | 74 kg gréco-romaine (H)      | René Schiermeyer                      |             |

## Engagés français par sport

### Athlétisme
| Épreuve           | Hommes | Femmes                                                |
| ----------------- | --- | ----------------------------------------------------- |
| 100 m             | Abdoulaye Seye : 1/4 de finale Claude Piquemal : 1/4 de finale Jocelyn Delecour : 1/4 de finale             | Catherine Capdevielle : finale (5e place)             |
| 200 m             | Abdoulaye Seye : Médaille de bronze (20 s 7) · Paul Genevay : 1/2 finale · Jocelyn Delecour : 1/4 de finale | Catherine Capdevielle : 1/2 finale                    |
| 800 m             | Pierre-Yvon Lenoir : séries                                                                                 | Maryvonne Dupureur : séries Nicole Goullieux : séries |
| 1 500 m           | Michel Bernard : finale (7e place) · Michel Jazy : Médaille d'argent (3 min 38 s 4)                         |                                                       |
| 5 000 m           | Michel Bernard : finale (7e place) Hamoud Ameur : séries                                                    |                                                       |
| 10 000 m          | Robert Bogey : finale (13e place) Hamoud Ameur : finale (22e place) Hamida Addèche : finale (23e place)     |                                                       |
| Marathon :        | Alain Mimoun : 34e Paul Genève : 35e                                                                        |                                                       |
| 20 km marche      | Henri Delerue : 12e                                                                                         |                                                       |
| 50 km marche      | Jacques Arnoux : 28e                                                                                        |                                                       |
| 80 m haies        | | Denise Guénard : 1/2 finale Simone Brierre : séries   |
| 110 m haies       | Marcel Duriez : 1/4 de finale Jacques Déprez : séries Edmond Roudnitska : 1/4 de finale                     |                                                       |
| 3 000 m steeple   | Guy Texereau : séries                                                                                       |                                                       |
| 4 x 100 m         | Paul Genevay, Claude Piquemal, Jocelyn Delecour, Abdoulaye Seye : séries                                    |                                                       |
| Saut en hauteur   | Maurice Fournier : finale (14e place) Mahamat Idriss : finale (12e place)                                   | Florence Pétry-Amiel : finale (9e place)              |
| Saut à la perche  | Victor Sillon : qualifications                                                                              |                                                       |
| Saut en longueur  | Christian Collardot : finale (6e place) Ali Brakchi : qualifications                                        | Madeleine Thétu : finale (14e place)                  |
| Triple saut       | Eric Battista : qualifications Pierre William : qualifications                                              |                                                       |
| Lancer du disque  | Pierre Alard : qualifications                                                                               |                                                       |
| Lancer du marteau | Guy Husson : qualifications                                                                                 |                                                       |
| Lancer du javelot | Michel Macquet : qualifications Léon Syrovatski : qualifications                                            |                                                       |

### Aviron
- Michel Viaud
- Christian Puibaraud
- Joseph Moroni
- Bernard Monnereau
- Bernard Meynadier
- Gaston Mercier
- Jean Ledoux
- René Duhamel
- Émile Clerc
- Alain Bouffard
- Jean-Pierre Bellet
- Guy Nosbaum
- Jacques Morel
- Claude Martin
- Jean Klein
- Robert Dumontois

### Basket-ball
- Henri Villecourt
- Robert Monclar
- Bernard Mayeur
- Henri Grange
- Max Dorigo
- Jean Degros
- Jérôme Christ
- Jean-Paul Beugnot
- Louis Bertorelle
- Christian Baltzer
- Philippe Baillet
- Roger Antoine

### Boxe
- Joseph Syoz
- Antoine Porcel
- Jean Parra
- Yoland Lévèque
- André Juncker
- Jean Josselin
- Souleymane Diallo
- Jacques Cotot

### Canoë-kayak
- Georges Turlier
- Michel Picard
- Michel Meyer
- Gabrielle Lutz
- Jean Houde
- Fredy Grosheny
- Jean Friquet
- Pierre Derivery
- Henri Amazouze

### Cyclisme
- Roland Surrugue
- Jacques Suire
- Jacques Simon
- Michel Scob
- Raymond Reaux
- Antoine Pellegrina
- Michel Nédélec
- Roland Lacombe
- François Hamon
- André Gruchet
- Jacques Gestraud
- Henri Duez
- Marcel Delattre
- Jacques Dremière

### Équitation
- Pierre Jonquères d'Oriola
- Max Fresson
- Bernard de Fombelle
- Guy Lefrant
- Jéhan Le Roy
- Jack Le Goff
- Pierre Durand

### Escrime
- Régine Veronnet
- Jacques Roulot
- Marcel Parent
- Claude Netter
- Armand Mouyal
- Françoise Mailliard
- Jean-Claude Magnan
- Monique Leroux
- Gérard Lefranc
- Jacques Lefèvre
- Jack Guittet
- Renée Garilhe
- Claude Gamot
- Yves Dreyfus
- Kate Delbarre
- Christian d'Oriola
- Jacky Courtillat
- Roger Closset
- Claude Brodin
- Guy Barrabino
- Claude Arabo

### Football
- Jean Wettstein
- Jacques Stamm
- Max Samper
- Charles Samoy
- Yvon Quédec
- Louis Polonia
- François Philippe
- Marcel Loncle
- Ginès Gonzales
- André Giamarchi
- Claude Dubaële
- Gérard Coinçon
- Jean-Baptiste Bordas
- Pierre Bodin
- Raymond Baratto
- Marcel Artelesa
- Ahmed Arab

### Gymnastique
- Robert Caymaris, 13e par équipes
- Jean Jaillard, 13e par équipes
- Mohamed Lazhari, 13e par équipes
- Danièle Sicot-Coulon, 12e par équipes et 53e au concours général individuel
- Daniel Touche
- Monique Rossi
- Michel Mathiot
- Paulette le Raer
- Renée Hugon
- Bernard Fauqueux
- Jacqueline Dieudonné
- Anne-Marie Demortière

### Haltérophilie
- François Vincent
- Marcel Paterni
- Rolf Maier
- Roger Gerber
- Robert Delebarre
- Jean Debuf

### Hockey sur gazon
- Jean-Pierre Windal
- Claude Windal
- Albert Vanpoulle
- Philippe Reynaud
- Gérard Poulain
- Jacques Mauchien
- Ido Marang
- Diran Manoukian
- Claude Leroy
- Claude Dugardin
- Maurice Dobigny
- Jean Desmasures
- Pierre Court
- Jacques Bonnet
- Roger Bignon
- Yvan Bia

### Lutte
- André Zoete
- Jacques Pourtau
- Roger Mannhard
- André Lamy
- Maurice Jacquel
- Gilbert Dubier
- Roger Bielle
- Georges Ballery
- René Schiermeyer

### Natation
- Henri Vidil
- Claude Raffy
- Jean Pommat
- Michèle Pialat
- Rosy Piacentini
- Amélie Mirkowitch
- Colette Libourel
- Marc Kamoun
- Gérard Gropaiz
- Alain Gottvallès
- Marie-Laure Gaillot
- Héda Frost-Ducoulombier
- Nadine Delache
- Jean-Pascal Curtillet
- Robert Christophe
- Annie Caron
- Roland Boullanger
- Jean Boiteux
- Richard Audoly

### Pentathlon moderne
- Étienne Jalenques
- André Bernard
- Christian Beauvalet

### Plongeon
- Georges Senecot
- Henri Rouquet
- Christian Pire
- Nicole Péllissard-Darrigrand

### Tir
- Georges Wahler
- Jean Renaux
- Marcel Otto-Bruc
- Serge Hubert
- Pierre Guy
- Claude Foussier
- Jacques Decaux

### Voile
- François Thierry-Mieg
- Philippe Reinhart
- Georges Pisani
- Yves-Louis Pinaud
- Jean Peytel
- Jacques Baptiste Lebrun
- Daniel Gouffier
- Noël Desaubliaux
- Jean-Claude Cornu
- Louis Chauvot
- Pierre Buret

### Water-polo
- Jean-Paul Weil
- Roger Neubauer
- Roland Moellé
- Jacques Meslier
- André Lochon
- Charles Lambert
- Alex Jany
- Claude Haas
- Claude Greder
- Gérard Faetibolt
- René Daubinet